# Caio Fábio Pictor
Caio Fábio Pictor (em latim: Caius Fabius Pictor) foi um político da gente Fábia da República Romana eleito cônsul em 269 a.C. com Quinto Ogúlnio Galo. Era filho de Caio Fábio, que recebeu o cognome "Pictor" por ter pintado o templo da deusa da saúde, em 304 a.C., irmão de Numério Fábio Pictor, cônsul em 266 a.C. e neto de Marco Fábio Ambusto, cônsul em 360 a.C.. Seu filho foi o historiador Quinto Fábio Pictor.

## Consulado (269 a.C.)
Foi eleito cônsul em 269 a.C. com Quinto Ogúlnio Galo.  Durante o ano do seu consulado, começou uma guerra contra os picentinos, que foram derrotados pelos cônsules do ano seguinte, Públio Semprônio e Ápio Cláudio. Durante seu mandato, foram cunhadas as primeiras moedas romanas de prata, na forma de denários, quinários, sestércios e dupôndios. A emissão destas moedas, que substituíram as dracmas gregas em circulação, marcaram a emancipação econômica da República Romana. Do ponto de vista militar, Caio Fábio deu início à guerra contra os messápios.